# Prežihov Voranc
Prežihov Voranc, občanským jménem Lovro Kuhar (10. srpna 1893 Podgora – 18. února 1950 Maribor), byl slovinský spisovatel a komunistický politik.

## Životopis
Narodil se do chudé venkovské rodiny. Jeho rodina neměla vlastní dům ani půdu, proto se stěhovali ze statku na statek. Protože byl nejstarší z dětí, musel již velmi brzy chodit pást dobytek, později zastával také těžkou práci na poli. Ve škole patřil mezi nejlepší, po matce zdědil touhu po znalostech, při jejich vyprávěních se utvářel také jeho vyprávěcí talent. Přál si jít studovat na gymnázium, ovšem otec mu to nedovolil, protože mu velmi pomáhal při práci. Na gymnázium šel jeho bratr. To Vorance velmi zasáhlo, přesto se začal vzdělávat sám. V šestnácti letech poslal své první črty do časopisu, následně na to byly otisknuty. Tak začala autorova spisovatelská kariéra. Na jeho činnost měly vliv události první a druhé světové války. Během první světové války odešel z rakousko-uherského vojska na sočské frontě do Itálie, kde byl vězněn až do jejího konce. Roku 1919 se vrátil domů. Začal pracovat jako dělník, poté jako úředník v ocelárně v Ravnah. Roku 1924 se oženil s Marií Šisernik, měli spolu dvě dcery – Vidu a Mojcu. Protože se aktivně podílel na činnosti ilegální KPJ (Komunistická strana Jugoslávie), musel roku 1930 odejít do emigrace, nejprve do Vídně, poté do Paříze a Moskvy. Jako agent kominterny cestoval po Evropě, kvůli komunistické činnosti byl několikrát ve vězení. V prosinci roku 1932 se stal redaktorem listu slovinských komunistů – Delo. Nová práce mu umožnila cestu do Celovce, kde se alespoň na okamžik setkal se ženou a dcerami. Tehdy ho opět zavřeli, brzy na to se mu však podařilo uprchnout. Pozvolna se stával jedním z vedoucích mužů KPJ. Po sporu s Josipem Brozem, novým generálním sekretářem KPJ, se roku 1939 ilegálně vrátil do Slovinska. Do dubna 1941, začátku druhé světové války, se stáhl z politického světa a dále se věnoval pouze psaní.
Po ustanovení OF začal znovu aktivně působit ve stranických orgánech a různých komisích OF. Na začátku roku 1943 byl zatčen příslušníky MVAC, kteří ho předali Italům. Při vyslýchání od začátku spolupracovali také Němci. Po kapitulaci Itálie ho odvezli do vězení v Begunje, brzy na to do Berlína, kde začalo gestapo s novými výslechy. Za jeho svědectví mu Němci nabídli předsednické místo slovinského loutkového státu, který by se kromě Ljubljany, jejího okolí a Přímoří, skládal také z Gorenjska a Štajerska. Nabídku odmítl. Poté byl poslán do koncentračního tábora Sachsenhausen a v lednu 1945 do Mauthausen, odkud se po 2. světové válce vrátil domů.
Jeho bratr Alojzij Kuhar byl katolický duchovní a jeden z vedoucích politiků SLS (Slovinská lidová strana).

## Literární činnost
Literární činnost autora spadá do období sociálního realismu, který ve Slovinsku převládal v letech 1930 – 1941. Do daného období je řazen na základě převládajících témat – téma venkovského člověka, proletariátu, osudy "malých" lidí.
Romány:
- Požganica (1939), pojednává o korutanském plebiscitu roku 1920
- Jamnica (1945), pokračování Požganice, hovoří o letech 1920 – 1935
- Doberdob (1940), má podnadpis vojenský román slovinského národa, složen ze čtyř větších kapitol: Črna vojska, Doberdob, Lebring, Judenburg.

Novely:
- Boj na požiralniku (1935)
- Samorastniki (1940), sbírka vybraných novel: Boj na požiralniku, Jirs in Bavh, Vodnjak, Ljubezen na odoru, Pot na klop, Prvi spopad, Odpustki in Samorastniki

Cestopisy:
- Od Kotelj do Belih vod (1945), sbírka domácích cestopisů
- Gosposvetsko polje (1979)
- Borba na tujih tleh (1946)

Črty:
- Povesti (1925), první črta, kterou autor vydal
- Kanjuh iz Zagate (1952)

Povídky:
- Naši mejniki (1946)
- Opustošena brajda (1946)

Psal také brožury:
- Boj za osvoboditev in združitev slovenskega naroda
- Za samoodločbo slovenskega naroda
- O slovenskih mejah, ...